# Оссола, Альдо
Альдо Оссола (итал. Aldo Ossola; род. 13 марта 1945, Варезе) — итальянский баскетболист, защитник. С клубом «Варезе» пятикратный обладатель Кубка европейских чемпионов, двукратный обладатель Межконтинентального кубка, обладатель Кубка обладателей кубков (1980), семикратный чемпион Италии и четырёхкратный обладатель Кубка Италии. Бронзовый призёр чемпионата Европы среди юниоров (1964). Член Зала славы итальянского баскетбола, включён в список 50 человек, внёсших наибольший вклад в развитие Евролиги.

## Биография
Альдо Оссола родился в Варезе весной 1945 года в семье ювелиров. Когда мальчику было четыре года, его отец Джино погиб в автомобильной аварии. Через несколько месяцев его старший брат Франко, на тот момент игрок футбольного клуба «Торино», погиб со всей командой в авиационной катастрофе. Другой старший брат Альдо, Луиджи, также стал профессиональным футболистом и выступал в клубах высшего дивизиона. Альдо, однако, предпочёл занятия баскетболом. Этому способствовало то обстоятельство, что в девять лет он перенёс тиф и после курса антибиотиков вырос более чем на полметра, достигнув роста 191 см.
Игровую карьеру начал в молодёжных командах «Робур» и «Фидес», под руководством тренера Джанни Асти сформировавшись как плеймейкер. На чемпионате Европы среди юниоров 1964 года был лучшим бомбардиром сборной Италии с 14,2 очка за игру и завоевал с ней бронзовые медали.
После начала профессиональной карьеры Оссола не входил в число ведущих бомбардиров своих команд, но был основным организатором игры и благодаря высокому для амплуа гарда росту (192 см) успешно боролся за мяч под щитом. В 1964 году его приобрёл баскетбольный клуб «Иньис» (Варезе), но поначалу у игрока не сложились отношения с владельцем команды Джованни Борги, поскольку Оссола, привыкший к другому стилю игры, позволял себе критиковать стиль «Иньиса». Через год игрока отдали в аренду в миланскую «Онесту» с тем, чтобы он приобрёл там игровой опыт. Первый же свой матч за «Онесту» Оссола провёл в Варезе против «Иньиса» и принёс своей новой команде 10 очков, но миланцы проиграли на одно очко в дополнительное время.
В свой первый сезон с «Онестой» Оссола принёс команде 146 очков, но в следующие два сезона новый тренер клуба Перкудани использовал его недостаточно полно. В 1968 году защитник вернулся в «Иньис», где стал ведущим плеймейкером, заработав прозвище «фон Караян». Уже в первый свой сезон с родным клубом он стал чемпион Италии, а со следующего года началась беспрецедентная серия «Варезе» в Кубке европейских чемпионов — клуб десять раз подряд играл в финалах этого турнира, завоевав за это время пять титулов (в 1970, 1972, 1973, 1975 и 1976 годах). В большинстве финальных игр Оссола не приносил клубу много очков (обычно от 4 до 6), но был «мозгом» команды, которому главный тренер Александр Николич доверял ведение игры, а также ценным игроком в обороне. Один из тренеров «Варезе» в те годы, Сандро Гамба, позже назвал его величайшим разыгрывающим защитником всех времён.
За этот десятилетний период Оссола ещё шесть раз становился с «Варезе» чемпионом Италии, четыре раза завоёвывал Кубок Италии и дважды (в 1970 и 1973 годах) — Межконтинентальный кубок. Объявил об окончании игровой карьеры в 1979 году, но уже в октябре вернулся в состав команды и завоевал в сезоне 1979/1980 свой последний клубный титул — Кубок обладателей кубков (не принеся команде ни одного очка в финале). Современники отмечали отсутствие у Оссолы хорошего броска, но в случае острой необходимости он мог проявить бомбардирские качества. Это произошло, в частности, в ходе финальной серии чемпионата Италии в 1978 году. В третьей игре серии соперники — клуб «Синудине» из Болоньи — оставляли Оссолу неприкрытым, надеясь, что он в очередной раз не будет представлять угрозы для их кольца, и в результате он принёс своей команде 11 очков, внеся важный вклад в итоговую победу.
В основной сборной Италии Оссола провёл в общей сложности 35 игр, приняв в её составе участие в чемпионате Европы 1969 года в Неаполе. Когда национальная команда стала входить в число претендентов на призовые места, тренер Джанкарло Примо предпочёл ему таких игроков как Пьерлуиджи Марцорати и Джулио Джеллини.
Одновременно с игрой в молодёжных баскетбольных командах Оссола учился на бухгалтерских курсах и начал профессиональную карьеру на третьем году занятий. На протяжении всей баскетбольной карьеры он продолжал работать в семейном деле — торговле ювелирными изделиями и очками, продолжив эти занятия и после окончания выступлений.

## Признание заслуг
В 2005 году, в возрасте 60 лет, Оссола вышел на площадку в официальном матче итальянской лиги, вместе со своим сыном Эмануиле. Как пишет историк баскетбола Владимир Станкович, для этого пришлось поменять правила лиги, но тогдашний президент Федерации баскетбола Италии, бывший одноклубник Оссолы Дино Менегин, заявил: «Ради Альдо мы поменяем хоть конституцию». В медицинском отношении это выступление не представляло проблемы — благодаря здоровому образу жизни 60-летний Оссола был в хорошей спортивной форме.
Когда в 2008 году баскетбольная Евролига составляла список 50 человек, внесших наибольший вклад в её развитие, имя Оссолы было включено в число 35 игроков в этом списке. В том же году он стал членом Зала славы итальянского баскетбола.